# O'Fallon (Missouri)
O'Fallon is een plaats (city) in de Amerikaanse staat Missouri, en valt bestuurlijk gezien onder St. Charles County.

## Demografie
Bij de volkstelling in 2000 werd het aantal inwoners vastgesteld op 46.169.
In 2006 is het aantal inwoners door het United States Census Bureau geschat op 72.477, een stijging van 26308 (57,0%).

## Geografie
Volgens het United States Census Bureau beslaat de plaats een oppervlakte van
58,2 km², geheel bestaande uit land. O'Fallon ligt op ongeveer 157 m boven zeeniveau.

## Plaatsen in de nabije omgeving
De onderstaande figuur toont nabijgelegen plaatsen in een straal van 12 km rond O'Fallon.